# Haneberg, Eskilstuna

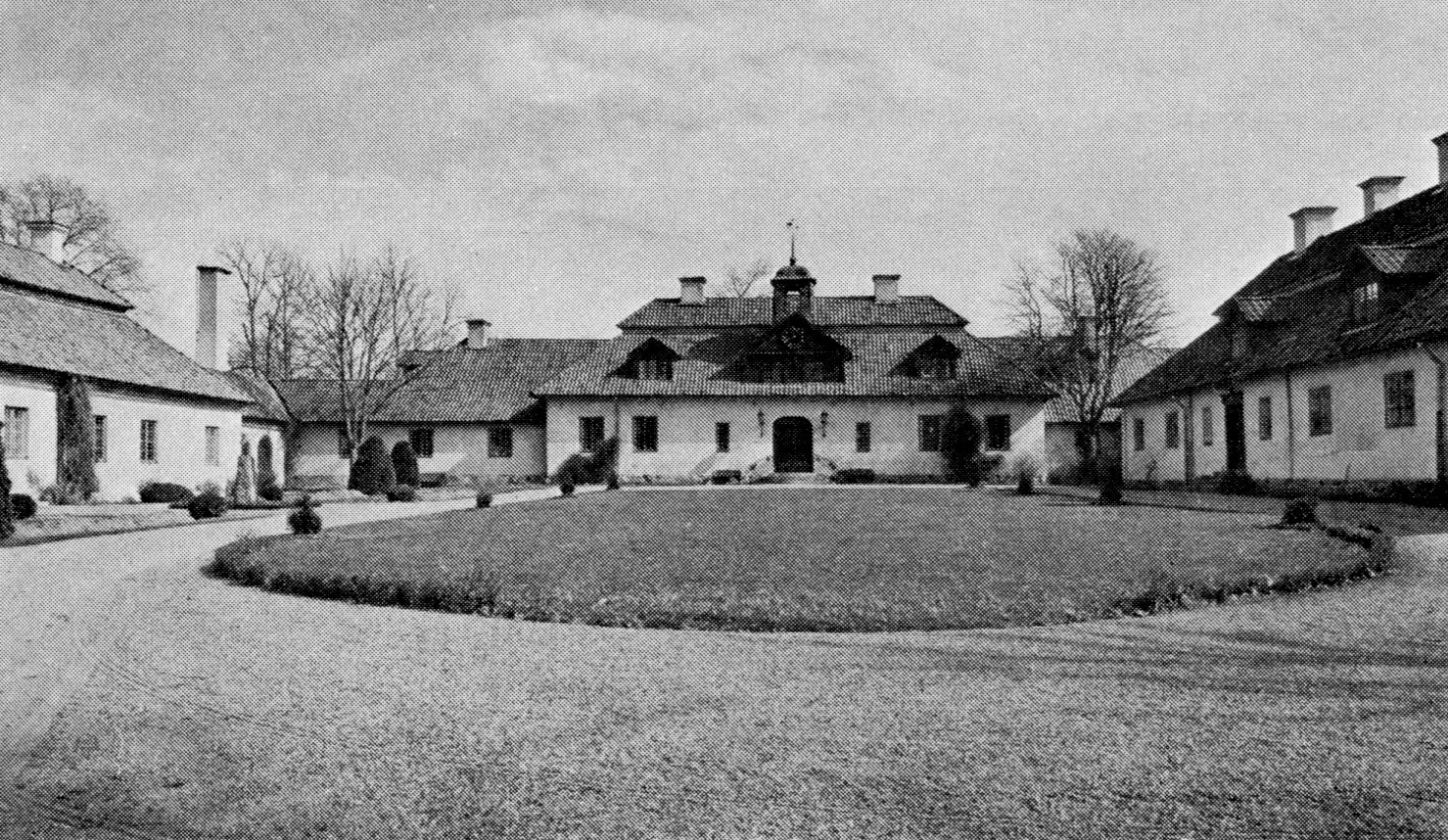
Haneberg 1968.

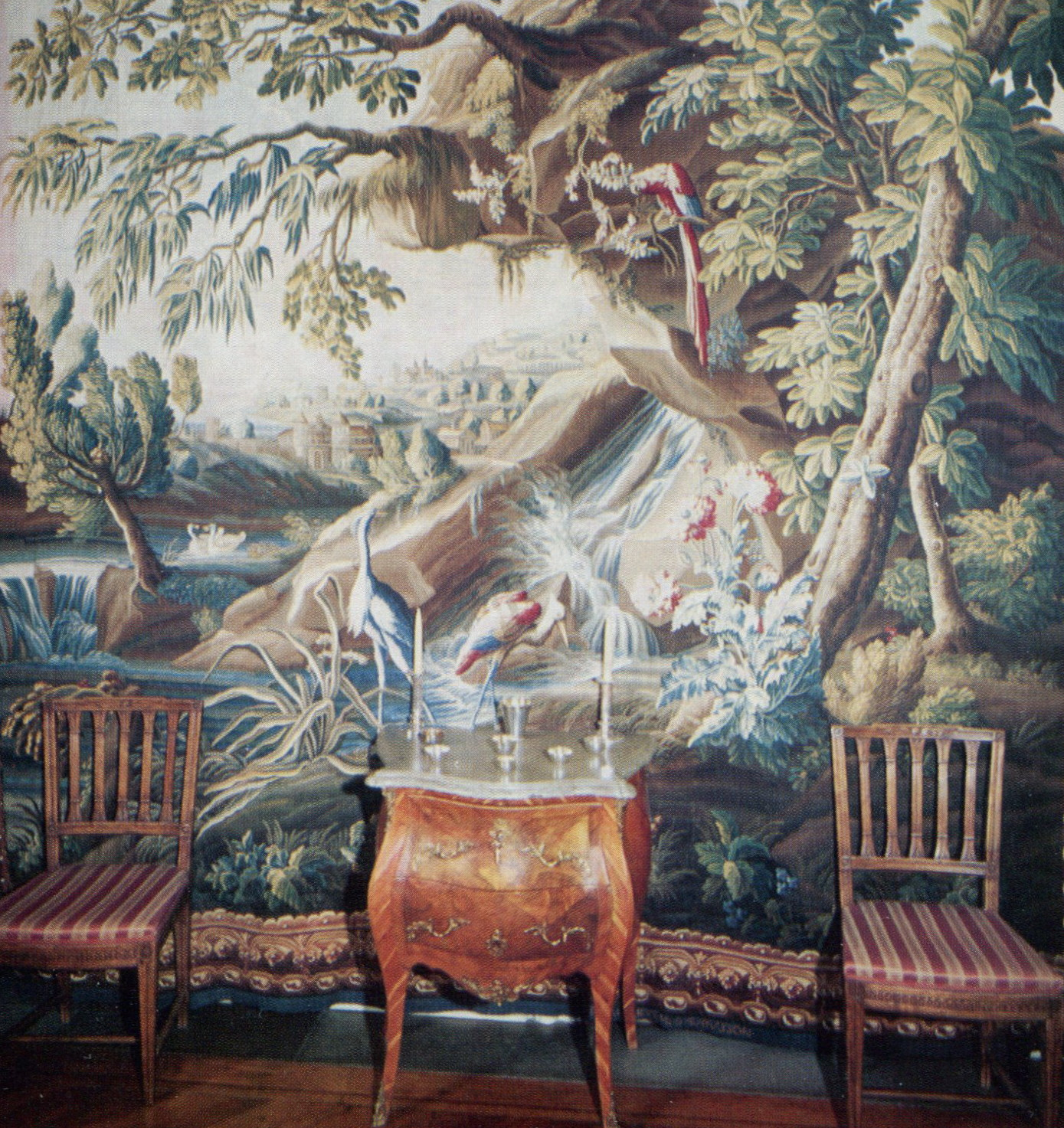
1700-tals tapet i skrivrummet.

Haneberg är en herrgård i Näshulta socken, Eskilstuna kommun, Södermanland. Haneberg ligger vid sydvästra ändan av Näshultasjön. Herrgårdsanläggningen består av en envåningsbyggnad av sten med säteritak och två reveterade flyglar av timmer. Huvudbyggnaden uppfördes av hovrättspresident Gustaf Rosenhane (1619-1684) och restaurerades grundligt 1912 efter I.G. Clasons ritningar.

## Historik
Haneberg, som tidigare hette Gräfseboda, omnämns första gången 1297. Det var en by om sju gårdar innan det frälsegård på 1400-talet. Det tillhörde under medeltiden bland annat släkterna Frille, Hvässing och Bölja. Under 1500- och 1600-talen tillhörde det släkten Rosenhane. Gustaf Rosenhane, som byggde nuvarande huvudbyggnaden, planerade även en åttkantig slottskyrka av vilka bara grunden kom till stånd.
Från 1910 ägdes egendomen av Carl Cervin och därefter hans son. 1911 genomförde Isak Gustaf Clason en ombyggnad av herrgården varigenom flyglarna byggdes samman med huvudbyggnaden, samtidigt som han försökte behålla anläggningens karolinska prägel. Trädgårdsarkitekten Rudolf Abelin genomförde samtidigt ett upprustning av egendomens park och trädgård.
Isak Gustaf Clason ritade även på 1910-talet ett antal arbetarbostäder på säteriet, även dessa utförda i karolinsk stil. Några äldre arbetarbostader med röd panel och förstukvistar finns även bevarade vid säteriet. Ekonomibyggnaderna ligger på en moränkulle omkring 300 meter väster om huvudbyggnaderna. Bland dessa märks ett ålderdomligt kvadratiskt magasin i liggande timmer med säteritak. Väster om dessa finns även ett gammalt vinkelbyggt skolhus.
Från 1974 drivs Hanebergs säteri av familjerna Reinhold Gustafsson och Kruhsberg.